# Weeki Wachee
Weeki Wachee é uma cidade localizada no estado americano da Flórida, no condado de Hernando. Foi incorporada em 1966.

## Geografia
De acordo com o United States Census Bureau, a cidade tem uma área de 2,7 km², onde 2,6 km² estão cobertos por terra e 0,1 km² por água.

### Localidades na vizinhança
O diagrama seguinte representa as localidades num raio de 8 km ao redor de Weeki Wachee.

## Demografia
Segundo o censo nacional de 2010, a sua população é de 12 habitantes e sua densidade populacional é de 4,6 hab/km². É a localidade menos populosa do condado de Hernando. Possui 11 residências, que resulta em uma densidade de 4,2 residências/km².